# Haja Colírio
Haja Colírio é uma música da dupla sertaneja brasileira Guilherme & Benuto, com participação especial da dupla Hugo & Guilherme, lançado em 23 de junho de 2022 pela Sony Music, sendo o primeiro single do terceiro álbum ao vivo Deu Rolo In Goiânia.

## Antecedentes
Os anos de 2020 e 2021 foi de grande ascensão para Guilherme & Benuto com o segundo álbum ao vivo DRIVE-IN, que tem mais de 609 milhões de players na plataformas digitais e trouxe os sucessos Pulei na Piscina, que acumulava mais de 321 milhões plays nas plataformas digitais e Sigilo, com mais de 144 milhões. O single mais recente, Vagabundo Chora, se encontrava no TOP 50 das músicas mais ouvidas no Spotify Brasil e acumula mais de 100 milhões de plays nas plataformas digitais.

## Gravação e letra
“O repertório foi trabalhoso! Compomos muito, ouvimos muita música, mesmo com a correria dos shows porque queríamos escolher as certas para esse projeto. Haja Colírio é uma daquelas que a gente ouve, ama e quando compartilha todo mundo se apaixona pela música. Não tivemos dúvidas que ela seria nosso primeiro single de trabalho”, segundo depoimentos da dupla.
A canção, de autoria de Lucas Ing, Mateus Candotti e Wendell Melo, foi gravada em Goiânia, em maio de 2022, e produzida por Felipe Arná, compositor e produtor da dupla Hugo & Guilherme, que são a participação especial na música. A letra aborda o arrependimento e da saudade após o término de um relacionamento, evidenciado pelo uso de metáforas como "olho vermelho" e "chorou o mês inteiro", que indicam choro e tristeza, acompanhado das expressões "haja colírio" e "haja copo", representando o consumo de bebidas alcoólicas.

## Repercussão
Guilherme & Benuto entrou para o Top 50 do Spotify, onde figuram as músicas mais executadas do país. Em um mês de lançamento, Haja Colírio alcançou mais de 32 milhões de visualizações no YouTube ao chegar no topo da principal plataforma de streaming. O single ficou em 1º lugar nas paradas musicais por 13 semanas. Antes disso, Pulei na Piscina, do álbum anterior DRIVE-IN, também havia alcançado o topo das paradas por 12 semanas.
“Viver esse momento é mais um sonho realizado. São muitas batalhas, mas estamos colhendo bons frutos da nossa música, seja nas estradas, nas plataformas digitais ou nas redes sociais. Temos o prazer de trabalhar com o que amamos e levar alegria ao nosso público”, comentam.
Em 2024, o single recebeu uma certificação de disco de diamante triplo pela Pro-Música Brasil, junto com 3 Batidas.

### Desempenho comercial
| Tabela musical                  | Melhor posição |
| ------------------------------- | -------------- |
| Crowley Charts (Top 100 Brasil) | 1              |
| Spotify (Top 200 Brasil)        | 2              |

### Certificações
| País         | Certificação | Vendas certificadas |
| ------------ | ------------ | ------------------- |
| Brasil (PMB) | 3× Diamante  | +900 000            |